# Lingua.ly
Lingua.ly es una startup (puesta en marcha) de tecnología educativa edtech que adopta un enfoque de inmersión de lenguaje digital para la enseñanza de idiomas. La empresa fue fundada por Jan Ihmels y Orly Furhman, dos académicos de Cambridge y Stanford, respectivamente. Lingua.ly opera bajo el modelo de negocio freemium y existe como una aplicación web en la nube y aplicaciones móviles, disponibles para Android e iOS.

## Lanzamiento
Después de su lanzamiento en agosto de 2013, la extensión para el navegador Google Chrome se adoptó rápidamente y de manera generalizada en los Estados Unidos, España y América Latina como una herramienta de adquisición de vocabulario de repetición espaciada. Varias publicaciones han recomendado Lingua.ly como una plataforma libre de aprendizaje de idiomas.
En abril de 2014 Lingua.ly lanzó su aplicación móvil para Android ,  alcanzando cien mil descargas en su primer mes de lanzamiento en Google Play. En junio de 2014 se lanzó la aplicación web independiente, que fue recibida con revisiones positivas. Más recientemente, Lingua.ly lanzó una aplicación móvil para iOS, en julio de 2014, que rápidamente fue catalogada como una de las aplicaciones iPhone top de la semana .

## Enfoque
Mientras que la inmersión lingüística tradicional implica un ambiente rico en lengua, donde el usuario esté expuesto a una amplia entrada lingüística de varias fuentes, Lingua.ly utiliza inmersión digital, un método que emplea un entorno virtual de aprendizaje para simular el ambiente de aprendizaje. Los usuarios están expuestos a la entrada auténtica en su lengua a través de su ordenador, tableta o dispositivo móvil, a diferencia de la instrucción basada en la lección. Duolingo y Bliu Bliu son otros ejemplos de startups de tecnología de educación lengua que dependen también parcialmente de un planteamiento de inmersión del lenguaje digital . En el aprendizaje en el aula, la inmersión lingüística se utiliza a menudo para enseñar a los niños de manera bilingüe o en contenido y programas de aprendizaje integrado. Inmersión digital es la extensión de E-learning de estas tendencias.
Lingua.ly se basa en una serie de principios de la lingüística aplicada, incluyendo la hipótesis de entrada y el enfoque natural de Stephen Krashen, que discute que aprendiendo con fluidez se benefician más de lengua y adquieren a través de la exposición en lugar de instrucción directa.

## Tecnología y plataforma
La plataforma de Lingua.ly contiene un diccionario en línea y uno para móvil accionado por Babilonia que los estudiantes pueden utilizar para buscar palabras de la web en su idioma de destino. A través de palabras recogidas de un alumno y haciendo clic en los patrones, la tecnología esquematiza el vocabulario de una persona en el idioma de destino. A continuación, las sugerencias de contenido en línea en el idioma de destino crean un ambiente para la adquisición de la lengua basada en un porcentaje de 90: 10 de palabras conocidas a desconocidas . Los usuarios personalizan tarjetas de vocabulario con imágenes, audio y frases de ejemplo, y practican en intervalos de repetición espaciada para mejorar la adquisición y transferencia en la memoria a largo plazo.

## Tecnología educativa para los idiomas
Lingua.ly es parte de una tendencia creciente de nuevas empresas de educación de lenguaje digital edtech incluyendo Memrise, Busuu, Babbel y Duolingo que están atrayendo una importante inversión y financiación, y desbanca la industria del exlíder Rosetta Stone.